# برتولت برشت

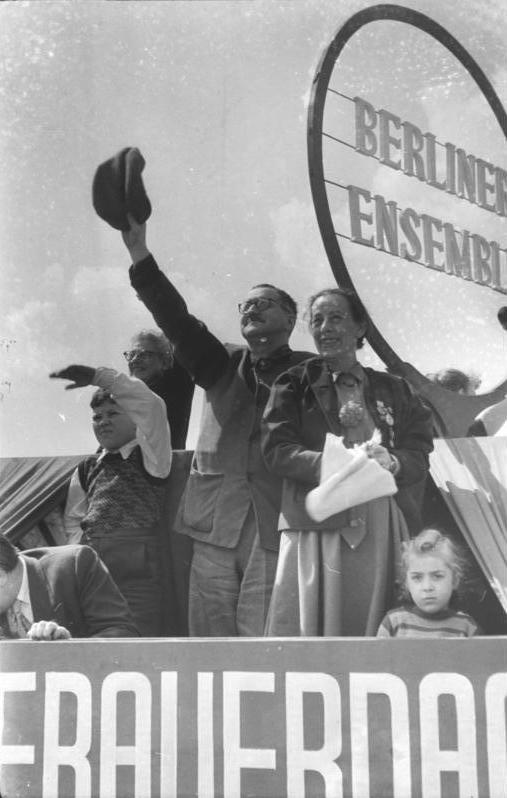
برشت و هلنه وایگل بر روی پشت بام گروه تئاتر برلین در راهپیمایی روز جهانی کارگر ۱۹۵۴

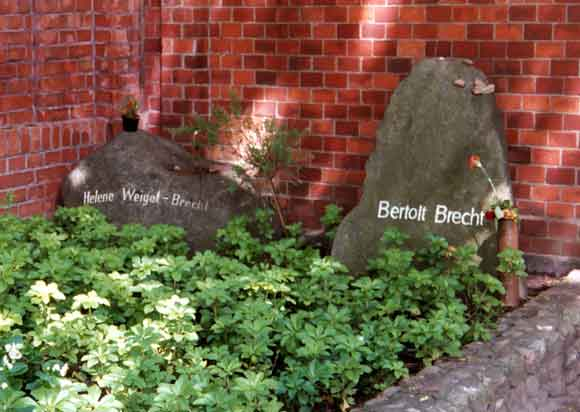
محل دفن برتولت برشت و هلنه وایگل در گورستان تاریخی Dorotheenstadt در برلین میته

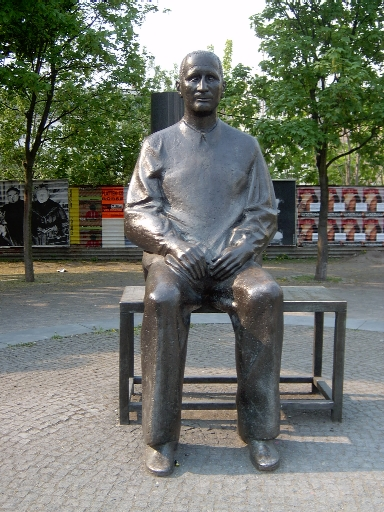
مجسمه برشت در محوطه بیرونی تئاتر برلین

اویگن برتولت فریدریش برشت (به آلمانی: Eugen Berthold Friedrich Brecht) (زاده ۱۰ فوریه ۱۸۹۸ – درگذشته ۱۴ اوت ۱۹۵۶)، نمایشنامه‌نویس، کارگردان تئاتر و شاعر آلمانی با گرایش‌های مارکسیستی بود.
برتولت برشت را بیشتر به عنوان برجسته‌ترین نمایشنامه‌نویس تئاتر روایی (که نقطه مقابل تئاتر دراماتیک است)، و به‌خاطر نمایشنامه‌های مشهورش می‌شناسند. اما برتولت برشت گذشته از این که نمایشنامه‌نویسی موفّق و کارگردانی بزرگ بود، شاعری خوش‌قریحه نیز بود و شعرها، ترانه‌ها و تصنیف‌های پرمعنا و دل‌انگیز بسیاری سرود. وی همچنین با ابداع سبک فاصله‌گذاری در تئاتر، انقلابی بزرگ را در زمینهٔ هنرهای نمایشی به پا کرد.
کتاب (جلادان هم می‌میرند) از آثار این نویسنده است که در سال ۱۹۴۳ با کارگردانی فریتس لانگ به صورت فیلم سینمایی ساخته شد.
داستان این فیلم حاصل کار مشترک فریتس لانگ و برتولت برشت با نام مستعار برت برشت (بدون ذکر در عنوان‌بندی) است. در نتیجه مؤلفه‌های شیوه برشت به‌ویژه نوع حضور مردم و تک‌گوئی‌های میهن دوستانه شخصیت‌ها به فیلم راه می‌یابند.

برشت در آمریکا، لانگ را یافت و این دو جلای وطن کرده، در جلادان هم می‌میرند فرصتی برای خلق اثری ضد نازی و ابراز وفاداری به اعتقادات و مرام خود را یافتند.

## زندگی
برتولت برشت در تمام دوران کار هنری خویش راجع به مسائل و سختی‌های گوناگون حرفهٔ «هنر» بازیگری و اصولاً علم و هنر تئاتر مطالب ارزنده‌ای بیان داشته و دربارهٔ آنها نیز قلم‌فرسایی کرده است. او در دو زمینهٔ «هنر بازیگری» و «هنر تماشاگری» بسیار کوشیده است.
در سال ۱۹۳۰ بود که برشت با اندیشه‌هایی مبتنی بر نظریات اروین پیسکاتور آغاز به آفرینش تئاتر حماسیِ خود کرد. تئاتر حماسی از لحاظ اجرایی ابتدا توسط پیسکاتور ابداع شد ولی از لحاظ نوشتن متن توسط برشت صورت گرفت.
برشت به خط داستانی توجه داشت و پیسکاتور متوجه جنبه‌های مستند اجرا بود. نمایشنامه‌های برشت هر چند که داستانند ولی ریشه در واقعیت دارند. برشت پس از دههٔ ۱۹۳۰ پر نفوذترین چهرهٔ تئاتر بود. گروه برلینر آنسامبل (Berliner Ensemble) که در سال ۱۹۴۹ بنیان‌گذاری شد، یک پدیدهٔ پس از جنگ بود که طبق نظریات برشت فعالیت می‌کرد و همچنان هم این گروه فعالیت دارد.
برشت به‌عنوان کارگردان، وارد تئاتر شد و مدتی با ماکس راینهارت در برلین همکاری کرد. نمایشنامه‌نویسی را ابتدا در نهضت دادائیسم و اکسپرسیونیسم تجربه کرد و در این دوره نمایشنامه‌هایی چون بعل، آوای طبل‌ها در شب را نوشت تا اینکه با نمایشنامهٔ "آدم آدم است " به سبک شناخته شدهٔ خود رسید. نخستین موفقیت خود را با نمایشنامهٔ " اپرای سه پولی" به‌دست آورد. در سال ۱۹۳۳ برشت تبعید شد و غالب آثار مهم خود را در همین دوره نوشت. در میان این آثار می‌توان از نمایشنامه‌های ترس و نکبت رایش سوم، زندگی خصوصی نژاد برتر، ننه دلاور، زندگی گالیله، زن خوب سچوان، قیام آرتورو اویی، دایرهٔ گچی قفقازی آخرین اثر او نام برد. از آنجا که برشت در تبعید به سر می‌برد آثارش به ندرت اجرا می‌شدند تا آنکه در سال ۱۹۴۷ به آلمان بازگشت. از آن زمان تاکنون آثار برشت اعتبار روزافزونی در جهان به دست آورده‌اند. برشت رهیافت نمایشی خود را "حماسی" می‌نامد. او مایل است تماشاگرانش نمایش را با دیدی انتقادی و نه انفعالی تماشا کنند و بر آنست تا به تماشاگرانش نقش فعالتری بدهد.

## فهرست مجموعه آثار برتولت برشت

### نمایشنامه‌ها
| نخستین آثاری که از سال ۱۹۲۲ تا ۱۹۲۶ عرضه شدند   |
| ----------------------------------------------- |
| بعل                                             |
| طبل‌ها در شب                                     |
| در انبوه شهرها                                  |
| زندگی ادوارد دوم انگلستان (بر اساس نوشته مارلو) |
| آدم آدم است (مرد مرد است)                       |

| نمایشنامه‌هایی که برای تئاتر شیفباوردام نگاشته شدند (۱۹۲۷ تا ۱۹۳۳) |
| ----------------------------------------------------------------- |
| اپرای سه پنی                                                      |
| صعود و سقوط شهر ماهاگونی                                          |
| درام آموزشی بادنی توافق                                           |
| جان مقدس کشتارگاه                                                 |
| بلی گو و نه گو                                                    |
| تدبیر                                                             |
| مادر                                                              |
| استثنا و قاعده                                                    |
| مقدسین و مقدسان                                                   |

| نمایشنامه‌هایی از تبعید (۱۹۳۳ تا ۱۹۴۵) |
| ------------------------------------- |
| کله گردها و کله تیزها                 |
| ترس و نکبت رایش سوم                   |
| تفنگ‌های بانو (ننه) کارار              |
| مادر (ننه) دلاور و فرزندانش           |
| بازجویی لوکولوس                       |
| زندگی گالیله                          |
| انسان خوب سه چو آن                    |
| آقای پونتیلا و نوکرش ماتی             |
| صعود محتاطانه آرتورو اوی              |
| داستان سیمون ماشار                    |
| شوایک در جنگ جهانی دوم                |
| دایره گچی قفقازی                      |
| روزهای کومون                          |

### بازنویسی‌ها
| بازنویسی‌ها                                                       |
| ---------------------------------------------------------------- |
| آنتیگونه سوفکلس                                                  |
| معلم سر خانه (بر اساس نوشته لنتس، درام نویس آلمانی)              |
| کوریولانوس (بر اساس نوشته ویلیام شکسپیر)                         |
| محاکمه ژاندارک در ژوئن (بر اساس نوشته آنا زگهرس، نویسنده آلمانی) |
| دون ژوان (بر اساس نوشته مولیر)                                   |
| طبل‌ها و ترومپت‌ها (بر اساس نوشته جرج فارکوار، نویسنده ایرلندی)    |

### تک پرده‌ها
| تک پرده‌ها                   |
| --------------------------- |
| عروسی خرده بورژوا           |
| گدا یا سگ مرده              |
| او شیطان را بیرون می‌راند    |
| لوکس در تنبریس              |
| صید گروهی ماهی              |
| آهن چه قدر می‌ارزد؟          |
| توراندوت (کنگره سفید شویان) |

منبع:

### شعرها
شعر راه حل

## تکنیک برشت و فاصله‌گذاری
برشت معتقد بود که هدف درام این است که «به ما بیاموزد چگونه زنده بمانیم». و تماشاگر به جای احساس کردن می‌بایست به اندیشیدن وادار شود.
برشت به عنوان نمایشنامه نویس و کارگردان گروه برلینر آنسامبل، برخلاف نظر کنستانتین استانیسلاوسکی که معتقد بود بازیگر باید از لحاظ عاطفی با نقش یکی شود از بازیگرانش می‌خواست که تنها اندیشهٔ یک شخصیت را ارائه دهند و برای رسیدن به این منظور برشت اصرار داشت که بازیگرانش ضمن تمرین، همیشه عبارت «آن مرد گفت» یا «آن زن گفت» را در اول گفتگوهایشان بیاورند. این همان مقوله‌ای است که بعدها مارتین اسلین آن را «بازیگری مابین علائم نقل قول» نامید.
تکنیک برشت به عنوان نویسنده یا کارگردان «اصلاح‌طلبانه» بود. و نمایشنامه‌هایی که خود، آنها را تجربه یا تلاش می‌نامید، مثل همهٔ تئاترهای تجربی، مدام در مسیر توضیح دوباره، اصلاح و پیشرفت بود.
برشت هم مانند وسولد مایرهولد در پی شکلی از تئاتر بود که در آن تماشاگران فراموش نکنند که در تالار نمایش هستند و یک بازسازی از گذشته را تماشا می‌کنند. هدف برشت آن بود که تماشاگر را ناپیوسته یا (معادل کلمه آلمانی verfremdung) بیگانه سازد و بین تماشاگر و نمایش فاصله بیفکند. برشت عقیده داشت با این «بیگانگی» یا «ناپیوستگی» تماشاگر می‌تواند دربارهٔ کنش دراماتیک روی صحنه بیندیشد و نتیجه‌گیری خود را بکند و عضو مفیدی برای جامعه شود.
او تئاتر را وسیلهٔ تفنن یا طبع آزمایی خویش نمی‌داند، بلکه آن را چون ابزاری در خدمت هدفی معین، یعنی برملا ساختن خصوصیات بافت جامعهٔ زمان خویش، به کار می‌گیرد. تکنیک برشت و یکایک نظریات و عملکردهای تئاتری او با هدف هوشیار نگه داشتن تماشاگر، وادار کردن او به درک فکر عرضه شده، برانگیختن اندیشهٔ انتقادی او در جهت دریافت علل طرح و راه حل مسئله شکل گرفته‌است. آنچه برای برشت اهمیت دارد توانایی تئاتر است در به نمایش درآوردن قوانینی که فرایندهای اجتماعی گستردهٔ این دوران را رهبری می‌کند نه انطباق آن با قوانین ابدی و ازلی؛ اینکه تماشاگر را به دنیای پیرامون خود علاقه‌مند کند و او را به دگرگون پذیری آن معتقد سازد نه آنکه بلیطی به او قالب کند. برشت می‌گوید: چگونه می‌توان تئاتر را هم آموزنده و هم سرگرم‌کننده ساخت؟ چگونه می‌توان آن را از بند تجارت رها ساخت و به عرصهٔ تجربه تبدیل کرد؟ چگونه انسان اسیر و نادان عصر ما، انسان تشنهٔ آزادی و گرسنهٔ دانش، انسان شکنجه دیده و قهرمان وار، انسانی بیداد کشیده و زاینده، انسانی که هم تغییرپذیر است و هم توانایی دگرگون ساختن جهان را دارد، چگونه این انسان قرن هولناک و شگرف ما می‌تواند از هنر تئاتری برخوردار شود که او را برای تسلط بر خویشتن و فرمانبردار کردن جهان، یاری دهد؟
عدم ارتباط حسی بین مخاطب و اثر و جایگزینی رابطهٔ فکری و عقلانی (از طریق فاصله‌گذاری و بنابراین بیگانه‌سازی) و همچنین روایت داستان به جای وقوع داستان و قطع کردن نمایش در جاهایی که امکان رابطه و پیوند حسی نمایشنامه و مخاطب وجود دارد، از مشخصات این ساختمان نمایشی است. در این روش سعی نویسنده، کارگردان و بازیگر روایت کردن درام به‌جای تجسم کردن آن برای تماشاچی است. گاهی در فارسی به آن تئاتر حماسی می‌گویند که ترجمهٔ دقیقی نیست.
تئاتر روایی برتولت برشت با استفاده از یک راوی در بطن نمایشنامه و متن‌های توصیفی خارج از دیالوگ و نیز چکیده‌ای از وقایع هر صحنه در آغاز پرده که با هدف زدودن هیجان در نزد تماشاگر صورت می‌گیرد، در صدد برانگیختن قوهٔ تفکر تماشاگر است و او را به تقابل با آنچه که بر روی صحنه نما یش داده می‌شود، وامی‌دارد.
موضوعات نمایشنامه‌های برشت برگرفته از واقعیات اجتماعی، سیاسی و اقتصادی حاکمند. برشت تماشاگر خود را وارد دنیای تماشاگر حقیقی می‌کند و به چالش با آن فرا می‌خواند. نمایشنامه‌های برشت با آنچه که بر روی صحنه نمایش داده می‌شود و به گونه‌ای بیانگر و انعکاس شرایط واقعی حاکم در جامعه است، موافق نیست،
بنابراین باید روند نمایشنامه تحرک لازم را در وی برای مقابله با شرایط اجتماعی حاکم ایجاد کند. هدف برشت نشان دادن یک رفتار اجتماعی خاص، در یک محیط اجتماعی خاص است که باید از دید تماشاگر به صورت انتقادی مورد توجه قرار گیرد.
برشت خود می‌گوید: «متن باید طنزآلود باشد… وظیفهٔ طنز طرح و توصیف اخلاقیات است. متن نباید احساسی یا اخلاقی باشد بلکه باید اخلاقیات و احساسات را نشان دهد.»

## ارغنون کوچک برای تئاتر
در سال ۱۹۲۸ برشت مقاله ای تحت عنوان (kleines organoun fur das theater) ارغنون کوچکی برای تئاتر می‌نویسد که نظام فکری خود را در آن مطرح می‌کند که بسیاری از افراد و منتقدان این نظام فکری او را در مقابل سیستم استغراق استانیسلاوسکی می‌دانند که برشت این حرف که نظام او در مقابل استانیسلاوسکی می‌باشد را قبول ندارد و در سال 1953 در کنفرانسی تحت عنوان ( چگونه می‌توان روشهای استانیسلاوسکی را به کار بست ؟) برشت می‌گوید: ( من استغراق را برای مرحله معیتی از تمرین‌هایم لازم می‌دانم البته باید قضاوت بازیگر نسبت به نقشی که در آن غرقه می‌شود هم در نظر گرفت) برشت استغراق استانیسلاوسکی را بر اثر انزجاری که او نسبت به عادت‌های سخیف بازیگران داشته می‌داند استانیسلاوسکی مدام از وظیفه برتر صحبت می‌کند که اساس کار را ایده نمایشنامه قرار می‌دهد.
برشت در ارغنون کوچک برای تئاتر می‌گوید وظیفه هنر سرگرمی است و اگر بگوییم تئاتر بازاری برای عرضه اخلاقیات است به آن ارزش بیشتری نداده‌ایم او می‌گوید تئاتر بازنمایی  می‌باشد که به‌صورت سرگرم‌کننده باید اجرا شود و این بازنمایی باید متناسب با جامعه آن روز باشد برای مثال نمایشنامه هملت برای ما اکنون هم زیبا و سرگرم کننده است یعنی ما هنوز دوست داریم با شخصیت اول نمایشنامه شکسپیر همزاد پنداری کنیم اما این لذتی که ما از این برگردان می‌بریم ضعیف‌تر از لذت پیشینیان است.
او جامعه اکنون ما را متاثر از علم می‌داند و می‌گوید با اینکه همچین تاثیر عظیمی رخ داده اما در همه تاثیر نگذاشته و این ناشی از این است  که حاکمیت نمی‌خواهد بفهمد که این علم و بهره‌برداری از طبیعت چه تاثیری بر روی مردمان گذاشته و این اقدام غول‌آسا روز به روز مردم را از هم دورتر می‌کند.
سؤال برشت این است :( ما فرزندان عصر علم با چه برگردانی از تئاتر لذت می‌بریم ؟) و می‌گوید قطعا موضعی که می‌تواند برگردانی لذت بخش را به ما ارائه کند موضع انتقاد است و اگر تئاتر بخواهد همچین موضعی را به نمایش بگذارد باید خودش در جریان و مسیر شدیدترین انتقادات قرار گیرد. حال بازیگر باید از روش نمودگار اجتماعی یا ژستوس اجتماعی یا به قول لسینگ در کتاب لائوکون لحظه باردار استفاده کند برشت اعتقاد دارد که هر صحنه خودش دارای پیامی آؤمانی می‌باشد اما معنای پایانی را در برندارد. نقاش در روایت داستان جز یک لحظه را در اختیار ندارد اما در سینما گذشته حال و آیند داریم برای مثال زمانی که در ننه دلاور برشته ننه دلاور سکه را گاز می‌زند نمادش فروشندگی ننه دلاور و در آینده اینکه فرزندانش را از دست می‌دهد می‌باشد. لحظه باردار به‌درستی حضور همه غیاب‌ها می‌باشد. که رولان بارت تفکر برشت را در کنار دیدرو و آیزنشتاین می‌گذارد. ژستوس اجتماعی حرکت یا مجموعه‌ای از حرکات است و چگونگی وضعیت اجتماعی را نشان می‌دهد و هر ژستوسی اجتماعی نیست.

## مرگ
برشت در ۱۴ اوت ۱۹۵۶ براثر سکته قلبی درگذشت. استیون پارکر، استاد دانشگاه منچستر، پس از بررسی سابقه پزشکی برتولت برشت به علت ابتلا به تب روماتیسم در کودکی، دچار نارسایی مزمن قلبی مادام‌العمر شده بود. بر اساس تحقیقات تازه، برشت همچنین از رقصاک هم رنج می‌برده که بی‌ارتباط با تب روماتیسمی نبوده است. به ادعای پروفسور پارکر، برشت انبوهی از مشکلات جسمی داشت و بیماری‌های مزمنش سرانجام به مرگش انجامید. با وجود این بیماری‌ها او نبوغ شعری و تئاتری فوق‌العاده‌ای داشت که سبب می‌شد ضعف جسمی خود را به قدرتی بی‌همتا تبدیل کند.